# Boldog Buzád
Boldog Buzád, más néven Hahót nembeli Buzád (1180 körül – Pest, 1243. december 8.) boldoggá avatott államférfi, szörényi bán, majd domonkos szerzetes, a tatárjárás vértanúja.

## Élete
A Hahót nemzetség felmenői Kézai Simon szerint wartburgi nemesek voltak. Apja, Hahót nembeli Buzád (fl. 1192) Thuróczy János szerint a türingiai von Orlamünde grófi családból eredt, bár az újabb kutatások szerint a család ősei a 743-ban a Lex Baiuvariorumban említett bajor ősnemes Huosi-nemzetségből származtak (lásd: Tóth Endre: Hoholt – Hahót c. tanulmánya a Századok 2003/2. számában). Annak a seregnek egyik vezetője, melyet III. István hívott be 1162-ben Meißenből (Szászország), a Német-római Birodalomból, a bizánci segítséggel őt a trónjáról elűző nagybátyja IV. István ellenében. Haholt a magával hozott saját katonasággal leverte a IV. István érdekében fellépő nemzetségek, köztük a Csákok lázadását. Szolgálataiért hatalmas birtokokat kapott nagyobbrészt Zala, kisebb részt Sopron vármegyékben. Szálláshelye volt a település, amely róla a Hahót nevet kapta. Haholttól származik az alsólendvai Bánffy család, valamint a Hahót nembeli csányi Csány család is, melyek jelentős hatást gyakoroltak az ország életére.

## Szerzetesként
Boldog Buzád életéről Hevenesi Gábor Régi magyar szentség (Ungaricae Sanctitatis Indicia; Nagyszombat, 1692) című könyvéből tudunk. Érett férfikorában szörényi báni méltóságát fiaira, Buzádra (fl. 1237-1239) és Csákra (fl. 1246-1269) hagyta, búcsút mondott a világi életnek, és 1233-ban belépett a domonkosok rendjébe. Rövid időn belül rendje egyik elöljárójává, a szent tudományok mesterévé és Isten igéjének nagy hatású hirdetőjévé vált. Amikor a tatárok betörtek Magyarországra, a prédikátorok rendjének tagjai is engedélyt kaptak rendfőnöküktől, hogy elmeneküljenek és elrejtőzzenek, amíg jobbra fordulnak az idők. Buzád azonban nem menekült el, hanem – mint a krónikás feljegyezte – „amikor a kegyetlen tatár népség már a közelben pusztított, bement a templomba, az oltár előtt kereszt alakban leborulva imádkozott és áldozatul ajánlotta magát az Úrnak. 1243. december 8-án gyilkolták meg a barbárok.” Szerzetestársai – már aki a veszedelmet túlélte közülük –, miután a tatárok pusztítása után feldúlt templomukba és kolostorukba visszatértek, „ott találtak rá: számtalan lándzsadöféssel ölték meg őt, majd a fejét levágták”.
Tisztelete a középkorban elterjedt volt, de ma már tisztelete gyakorlatilag megszűnt. Boldoggá avatásának helye és ideje ismeretlen. 2009-ben Hahóton szobrot emeltek tiszteletére.